# Pseudonicsara lobaspoides
Pseudonicsara lobaspoides är en insektsart som först beskrevs av Heinrich Hugo Karny 1907.  Pseudonicsara lobaspoides ingår i släktet Pseudonicsara och familjen vårtbitare. Inga underarter finns listade i Catalogue of Life.